# Ron Moody
Ronald Moodnick, més conegut amb el nom de Ron Moody, (Totttenham, Londres, Anglaterra, 8 de gener de 1924 − Londres, 11 de juny de 2015) fou un actor anglès.

## Biografia
Nascut a Tottenham, al nord de Londres, ha treballat en gran varietat de gèneres, però és més conegut pel seu paper de Fagin en la comèdia musical Oliver!, pel·lícula britànica dirigida per Carol Reed, estrenada el 1968, adaptació del llibre Oliver Twist de Charles Dickens. Va crear aquest paper al West End Theatre a Londres, i el va reprendre a Broadway i en la versió cinematogràfica de 1968, pel qual va ser nominat per obtenir l'Oscar al millor actor.
Ha aparegut en diverses sèries de televisió per a nens, entre les quals Els animals del bosc de Quat'sous, Noah's Island, Telebugs , Into the Labyrinth , i la sèrie Discworld .
Serà cridat dues vegades per reprendre el paper del doctor en la sèrie Doctor Who i refusarà fins i tot una proposició el 1969 després de la sortida de Patrick Troughton de la sèrie. També ha tingut el paper d'Edwin Caldecott, un vell enemic de Jim Branning en EastEnders.
Ron Moody es va casar amb Therese Blackbourn el 1985. Són pares de sis fills, el més jove va néixer quan Ron Moody era septuagenari.
És també el cosí del realitzador Laurence Moody.

## Filmografia
- 1963: El ratolí a la lluna (The Mouse on the Moon)
- 1964: Murder most foul: Driffold Cosgood
- 1968: Oliver!: Fagin
- 1970: The Twelve Chairs: Ippolyt Vorobyaninov
- 1979: Dominique
- 1979: The Spaceman and King Arthur: Merlin
- 1983: On és Parsifal? (Where is Parsifal?): Beersbohm
- 1995: Un noi a la cort del rei Artús

## Premis i nominacions

### Premis
- 1969: Globus d'Or al millor actor musical o còmic per Oliver!

### Nominacions
- 1969: Oscar al millor actor per Oliver!
- 1969: BAFTA al millor actor per Oliver!